# کوشچییوو
کوشچییوو (به لهستانی:  Kościejów) یک روستا در لهستان است که در گمینا راتسواویتسه واقع شده‌است.
 کوشچییوو  ۴۲۰ نفر جمعیت دارد.